# USS Duncan (DD-874)
USS Duncan (DD-874) là một tàu khu trục lớp Gearing được Hải quân Hoa Kỳ chế tạo vào giai đoạn cuối Chiến tranh Thế giới thứ hai. Nó là chiếc tàu chiến thứ ba của Hải quân Hoa Kỳ được đặt theo tên Trung tá Hải quân Silas Duncan (1788-1834), người bị thương trong Trận chiến hồ Champlain trong cuộc Chiến tranh 1812. Hoàn tất khi chiến tranh đã sắp kết thúc, con tàu chỉ có một ít hoạt động trong Thế Chiến II, nhưng đã tiếp tục phục vụ trong giai đoạn Chiến tranh Lạnh, Chiến tranh Triều Tiên và Chiến tranh Việt Nam cho đến khi xuất biên chế năm 1971, rút đăng bạ năm 1974 và cuối cùng bị đánh chìm như một mục tiêu vào năm 1980. Duncan được tặng thưởng bảy Ngôi sao Chiến trận do thành tích phục vụ trong Chiến tranh Triều Tiên.

## Thiết kế và chế tạo
Duncan được đặt lườn tại xưởng tàu của hãng Consolidated Steel Corporation ở Orange, Texas vào ngày 22 tháng 5 năm 1944. Nó được hạ thủy vào ngày 27 tháng 10 năm 1944; được đỡ đầu bởi bà D. C. Thayer, và nhập biên chế vào ngày 25 tháng 2 năm 1945 dưới quyền chỉ huy của Hạm trưởng, Trung tá Hải quân P. D. Williams.

## Lịch sử hoạt động

### 1945 - 1950
Trong quá trình chạy thử máy huấn luyện, Duncan được cải biến thành một tàu khu trục cột mốc radar. Nó khởi hành từ Norfolk, Virginia vào ngày 2 tháng 6 năm 1945 để đi sang khu vực Thái Bình Dương, và sau khi ghé qua San Diego và Trân Châu Cảng, nó gia nhập cùng Cabot (CVL-28) để làm nhiệm vụ bảo vệ và canh phòng máy bay trong khi chiếc tàu sân bay không kích xuống đảo Wake vào ngày 1 tháng 8. Con tàu có một chặng dừng tại Eniwetok trước khi tiếp tục hành trình đi sang Okinawa, nơi nó gia nhập Đệ Thất hạm đội. Nó hoạt động tuần tra dọc bờ biển Trung Quốc và Triều Tiên trong quá trình đổ bộ lực lượng chiếm đóng lên Thanh Đảo và Đại Cô Khẩu, Trung Quốc và Incheon, Triều Tiên. Chiếc tàu khu trục đã phục vụ tại Viễn Đông cho đến ngày 25 tháng 3 năm 1946, khi nó lên đường quay trở về Hoa Kỳ, về đến vào ngày 28 tháng 4.
Trong một năm tiếp theo, Duncan hoạt động huấn luyện dọc theo vùng bờ Tây nhằm chuẩn bị để sẵn sàng hoạt động nếu cần thiết. Nó rời San Diego vào tháng 5, 1947 cho một lượt phục vụ kéo dài năm tháng tại Viễn Đông, nơi nó viếng thăm Okinawa, Nhật Bản và Trung Quốc. Khi quay trở về Hoa Kỳ, nó tiếp tục các hoạt động thực hành cùng máy bay và tàu ngầm dọc bờ biển California. Nó chịu đựng một vụ nổ hầm đạn vào ngày 1 tháng 3, 1948, khiến 2 người thiệt mạng và 14 người khác bị thương; con tàu bị hư hại nặng phần đuôi và bị ngập nước phần phía sau tàu bởi một lổ thủng ngang mực nước. Sau khi được sửa chữa tại Long Beach, California, chiếc tàu khu trục gia nhập trở lại hạm đội và hoạt động huấn luyện cho đến tháng 1, 1949, khi nó lại lên đường đi sang khu vực Tây Thái Bình Dương, và phục vụ trong tám tháng tại vùng biển Viễn Đông. Nó được xếp lại lớp như một tàu khu trục cột mốc radar, và mang ký hiệu lườn mới DDR-874 từ ngày 18 tháng 3, 1949.

### Chiến tranh Triều Tiên
Vào tháng 6, 1950, khi quân đội Bắc Triều Tiên đã vượt vĩ tuyến 38 tấn công xuống lãnh thổ Nam Triều Tiên, Duncan tiếp tục hoạt động tại khu vực giữa San Diego và Trân Châu Cảng cho đến tháng 11. Nó lên đường đi sang vùng biển Triều Tiên để gia nhập Đệ Thất hạm đội, và đã phục vụ tổng công ba lượt trong suốt cuộc Chiến tranh Triều Tiên. Con tàu đã phục vụ canh phòng máy bay cho các tàu sân bay và hộ tống chống tàu ngầm cùng các thiết giáp hạm, cũng như bắn phá bờ biển bảo vệ cho các tàu quét mìn hoạt động và bắn hải pháo xuống các mục tiêu quân sự và đường giao thông đối phương, tuần tra ngăn chặn tàu quét mìn và tàu đánh cá của phía Bắc Triều Tiên.

### 1953 - 1971
Sau khi xung đột chấm dứt nhờ đạt được thỏa thuận ngừng bắn vào năm 1953, Duncan tiếp tục các hoạt động thường xuyên tại Viễn Đông, luân phiên những lượt được phái sang hoạt động tại khu vực Tây Thái Bình Dương với những giai đoạn bảo trì, sửa chữa, tiếp liệu và huấn luyện tại vùng bờ Tây. Con tàu từng viếng thăm Australia, Nhật Bản, Philippines, Đài Loan, Hong Kong và nhiều đảo tại Thái Bình Dương. Từ tháng 10, 1960 đến tháng 6, 1961, nó được sửa chữa và nâng cấp trong khuôn khổ Chương trình Hồi sinh và Hiện đại hóa Hạm đội (FRAM: Fleet Rehabilitation and Modernization) tại Xưởng hải quân Long Beach.
Sau khi hoàn thành việc nâng cấp, Duncan gia nhập Hải đội Khu trục 9 và đảm nhiệm vai trò soái hạm khi hải đội đặt cảng nhà tại Yokosuka, Nhật Bản. Nó quay trở về San Diego vào năm 1964, và phục vụ như một tàu huấn luyện tại San Diego cho đến mùa Hè năm 1965 đồng thời tham gia các cuộc tập trận hạm đội. Vào tháng 8, 1965, trong thành phần Hải đội Khu trục 17, nó lên đường đi sang vùng chiến sự trong khuôn khổ cuộc Chiến tranh Việt Nam, và đã tham gia Chiến dịch Sea Dragon vào mùa Thu năm 1965 và mùa Xuân năm 1966. Quay trở về San Diego vào tháng 6, 1966, nó lại lên đường trở sang vùng biển Việt Nam vào tháng 12, tiếp tục tham gia Chiến dịch Sea Dragon, được ghi nhận đã tiêu diệt trên 190 tàu xuồng đối phương và cứu vớt một phi công bị bắn rơi. Nhiều lần con tàu đã là mục tiêu của những khẩu đội phá bờ biển đối phương, nhưng chưa từng bị bắn trúng và không chịu thương vong nào.
Sau khi quay trở về San Diego vào đầu năm 1967, Duncan hoạt động thực hành huấn luyện và khảo sát tại vùng bờ Tây, cho đến khi nó đi vào Xưởng hải quân Long Beach cho một lượt đại tu vào tháng 3, 1968. Nó lại được phái sang phục vụ cùng Đệ Thất hạm đội vào tháng 11, 1968, và đã trải qua ba mươi ngày tại vùng chiến tuyến để bắn hải pháo xuống những mục tiêu của đối phương. Trong ba tháng tiếp theo sau, nó đã tiêu phí gần 200 tấn đạn dược xuống những mục tiêu khác nhau tại Nam Việt Nam và gần Khu phi quân sự để hỗ trợ cho các lực lượng Nam Việt Nam, Hoa Kỳ, Hàn Quốc và Australia.
Duncan được xếp lại lớp như một tàu khu trục thông thường và lấy lại ký hiệu lườn cũ DD-874 vào tháng 1, 1969. Sang tháng 3, nó tham gia cùng tàu sân bay Ranger (CVA-61) trong các hoạt động tại vùng biển Nhật Bản và biển Hoàng Hải. Trong hành trình quay trở về Hoa Kỳ, con tàu đã viếng thăm Australia, đồng thời chứng kiến tàu không gian Apollo 11 hạ cánh xuống biển gần Pago Pago, Samoa thuộc Mỹ sau chuyến bay lịch sử lần đầu tiên đưa con người đặt chân lên mặt trăng.
Từ tháng 6, 1969 đến tháng 3, 1970, Duncan hoạt động từ cảng nhà San Diego. Nó lại lên đường vào tháng 3 đi sang khu vực Tây Thái Bình Dương để phục vụ cùng Đệ Thất hạm đội, và hoạt động tuần tra tại vùng biển Triều Tiên vào cuối tháng 3 và đầu tháng 4 trước khi được điều sang theo dõi một hải đội của Hải quân Liên Xô. Trong giai đoạn từ tháng 5 đến tháng 8 nó đã bắn hơn 4.000 quả đạn pháo 5-inch xuống các mục tiêu đối phương tại Việt Nam cũng như để hỗ trợ cho trận chiến trên bộ của lực lượng đồng minh. Phạm vi hoạt động của con tàu trải rộng suốt từ Khu phi quân sự cho đến biên giới với Campuchia, và thậm chí còn đi ngược dòng sông Cửu Long để bắn phá những mục tiêu tại khu vực đồng bằng sông Cửu Long. Trong giai đoạn này chiếc tàu khu trục còn phục vụ hộ tống cho tàu sân bay America (CVA-66) hoạt động trong vịnh Bắc Bộ. Nó quay trở về San Diego lần cuối cùng vào tháng 9 sau khi đã di chuyển hơn 42.000 mi (68.000 km) trong suốt đợt hoạt động kéo dài sáu tháng.
Duncan được cho xuất biên chế vào ngày 15 tháng 1, 1971. Tên nó được cho rút khỏi danh sách Đăng bạ Hải quân vào ngày 1 tháng 2, 1974; và con tàu bị đánh chìm như một mục tiêu ngoài khơi California vào ngày 31 tháng 7, 1980.

## Phần thưởng
Duncan được tặng thưởng bảy Ngôi sao Chiến trận do thành tích phục vụ trong Chiến tranh Triều Tiên.